# Fortuniova píseň
Fortuniova píseň (hráno též jako Píseň Fortuniova nebo Píseň pana Fortunia, ve francouzském originále La Chanson de Fortunio) je opéra comique o jednom dějství francouzského skladatele Jacquese Offenbacha na libreto Hectora Crémieuxe a Ludovica Halévyho. Premiéra se konala 5. ledna 1861 v pařížském divadle Théâtre des Bouffes-Parisiens.

## Vznik

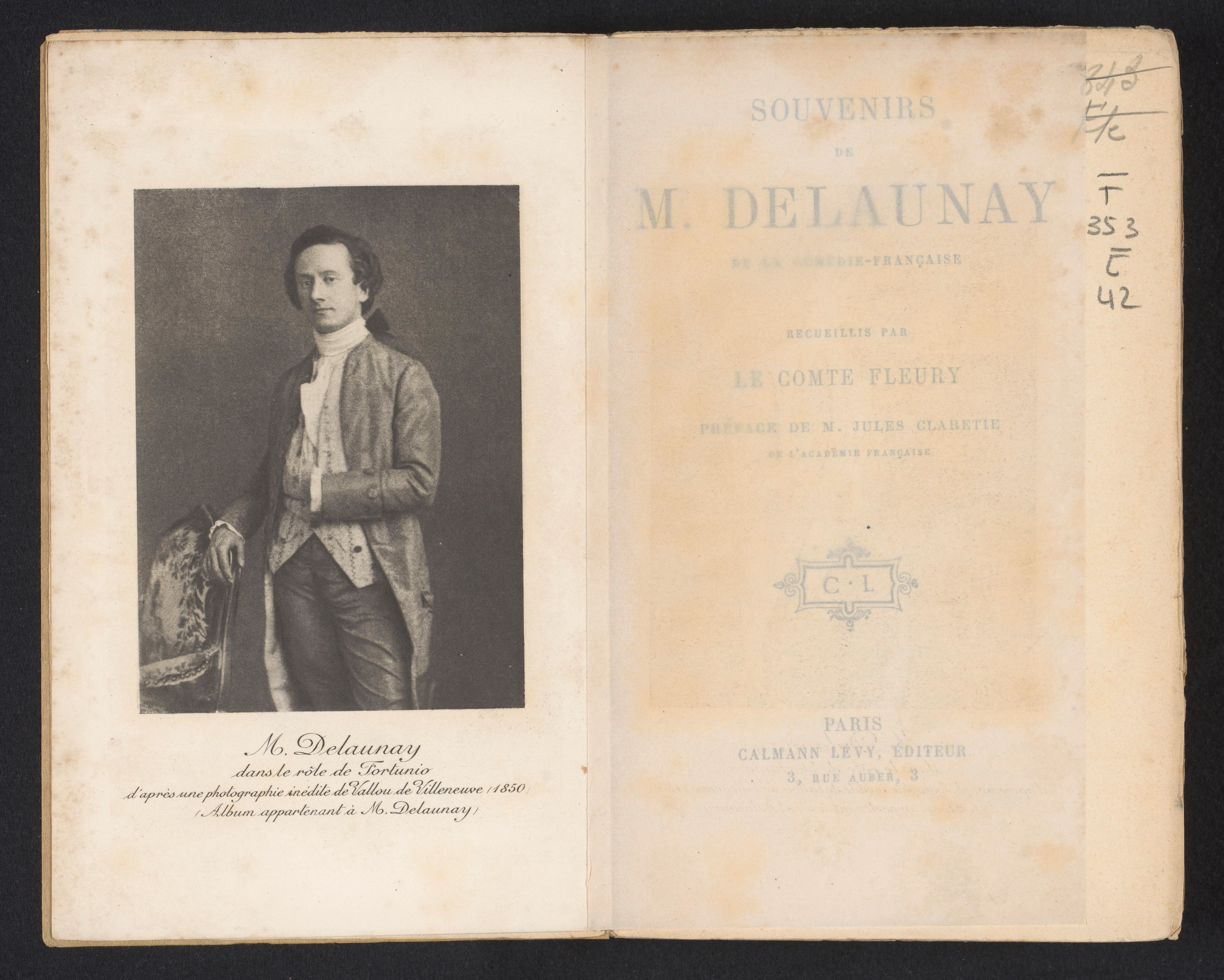
Louis-Arsène Delaunay jako Fortunio v de Mussetově činohře Španělská stěna, Comédie-Française 1850

Vzniku samotné opery Fortuniova píseň o deset let předcházela kompozice stejnojmenné písně pro tenor na text francouzského spisovatele, básníka a dramatika Alfreda de Musseta. Jedná se o píseň, kterou ve třetím výstupu druhého dějství lyrické komedie Le Chandelier (v češtině hráno jako Španělská stěna, napsáno roku 1835, premiéra roku 1848 v pařížském Théâtre-Historique) zpívá své milované Jacquelině mladistvý lokaj-světlonoš Fortunio. Podle historky, jež se objevila v tisku později při premiéře opery, požádal při zkouškách Alfred de Musset tehdejšího šéfa orchestru Comédie-Française Jacquese Offenbacha o zhudebnění písně pro účely inscenace; Offenbach mu vyhověl, avšak ukázalo se, že představitel Valentina, Louis-Arsène Delaunay, má jako zpěvní hlas bas, což se pro mladého milovníka nehodilo, a proto píseň nakonec jen recitoval.
Tato historka je podezřelá tím, že v době premiéry Le Chandelier v Comédie-Française (29. června 1850) Offenbach ještě nebyl šéfem jejího orchestru, smlouvu podepsal až koncem září. V té době však již vedl jednání o smlouvě a je možné, že byl o scénickou hudbu předběžně požádán. Již v říjnu 1850, po čtyřiceti představeních, však musel být Le Chandelier stažen kvůli námitkám cenzury a na repertoár Comédie-Française se vrátil až roku 1872.
V každém případě tato inscenace inspirovala Offenbacha k napsání „Fortuniovy písně“, kterou v lednu roku 1853 nechal vydat u nakladatele Heugela spolu s pěti dalšími jako písňové album Les Voix mystérieuses (Tajemné hlasy), věnované princezně Matyldě. Tím, že ji převzali do svého koncertního repertoáru, tuto píseň zpopularizovali tenoři Gustave-Hippolyte Roger a Gilbert-Louis Duprez.
Obliba samotné Fortuniovy písně vedla zřejmě roku 1860 k myšlence využít ji jako hlavní, dokonce eponymní téma jednoaktové opery. De Mussetův bratr Paul de Musset – Alfred de Musset mezitím roku 1857 zemřel – udělil svolení k použití básníkova textu, kolem nějž vytvořili dva libretisté, Offenbachovi nejčastější spolupracovníci (Jonathan-)Hector Crémieux a Ludovic Halévy, příběh postaveny na premise neodolatelné svůdnosti dotyčné písně. Paulu de Mussetovi bylo celé dílo také z vděčnosti věnováno. Jacques Offenbach text zhudebnil v létě roku 1860, přičemž přinejmenším část při svém každoročním pobytu v lázních Bad Ems. Zkoušky v Théâtre des Bouffes-Parisiens začaly již počátkem října 1860 a v téže době vydal hudební týdeník Le Ménéstrel znovu soubor písní Voix mystérieuses, aby připravil obecenstvo. Rovněž partitura pro klavír a zpěv šesti samostatných písní a desíti různých tanečních aranžmá byly k dispozici v tisku ještě předtím, než se opera Fortuniova píseň dostala na jeviště. Opera však musela delší dobu čekat v záloze kvůli obrovskému úspěchu Orfea v podsvětí. Teprve poté, co se 4. ledna 1861 odehrálo na nějakou dobu poslední představení Orfea, nastoupila následující den Fortuniova píseň (v kombinaci s operetou Le Mari sans le savoir na libreto Louise a Ludovica Halévyho a na hudbu Charlese de Mornyho).

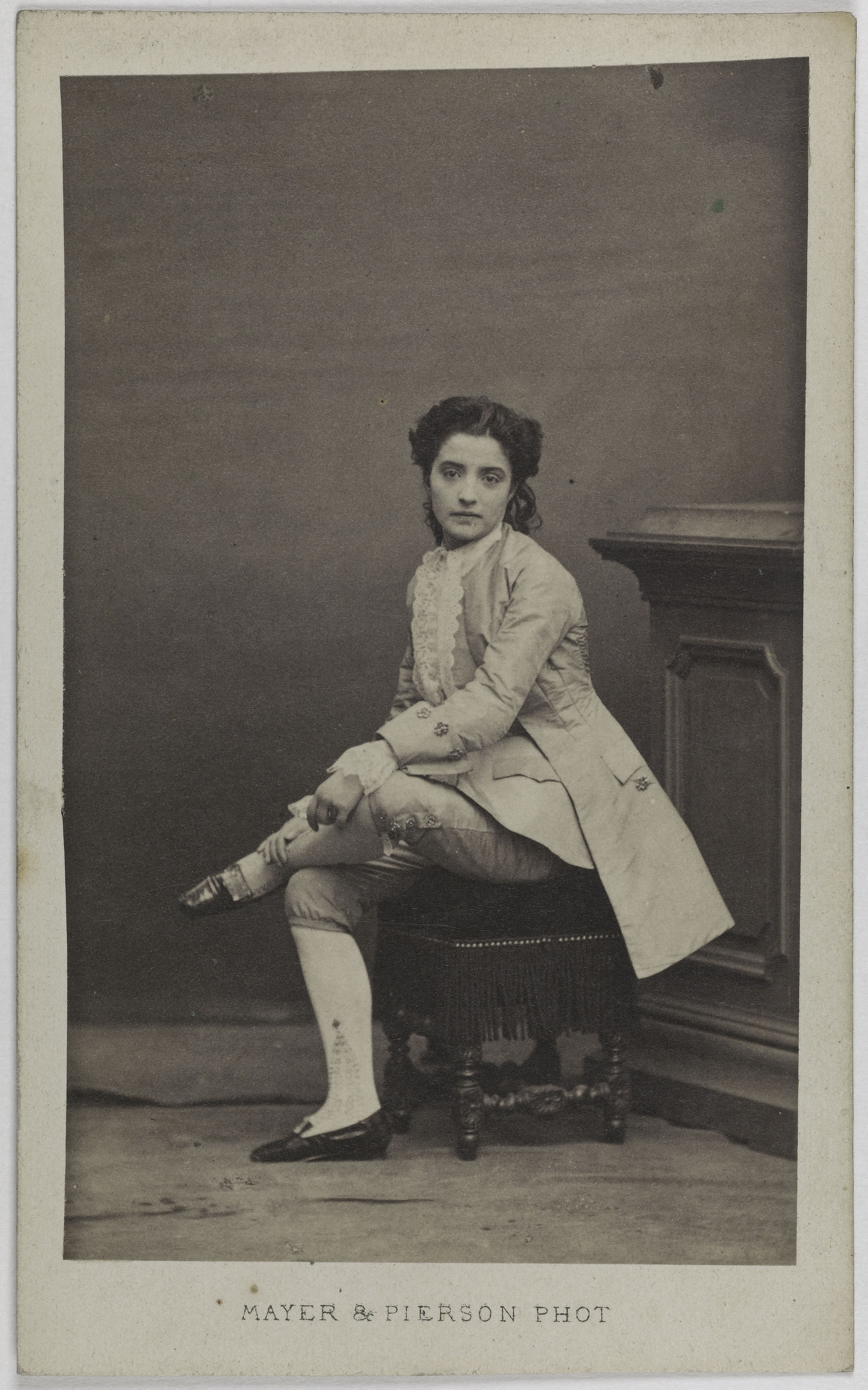
Julia Zoé Pfotzer jako Valentin v první inscenaci Fortuniovy písně

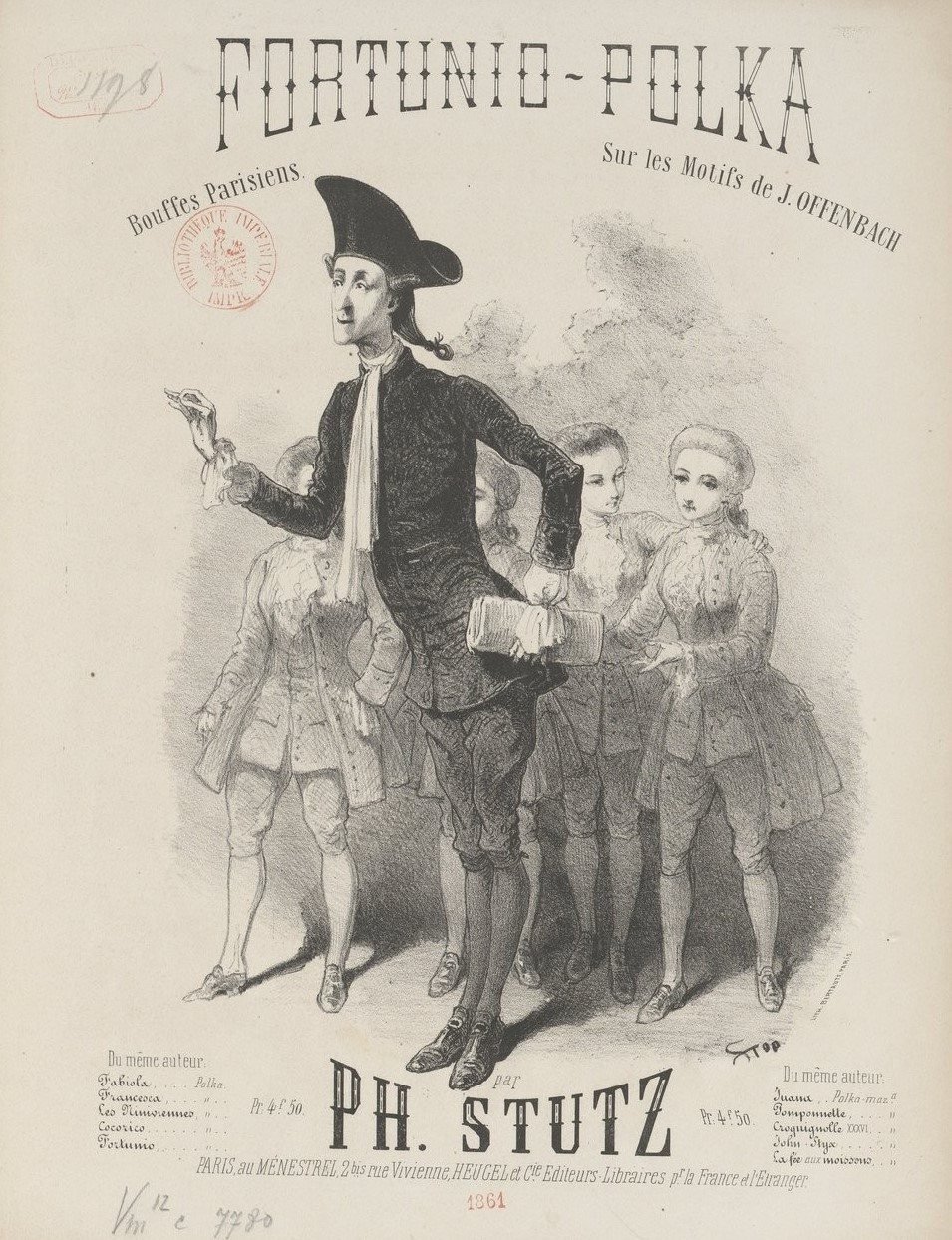
Scénka z Fortuniovy písně, Bache jako písař Friquet, litografie z roku 1861

Kvůli uvedenému zpoždění byla Fortuniova píseň uvedena dva týdny po premiéře první Offenbachovy opery hrané na prestižní scéně, totiž Barkoufovi, který se dostal na jeviště Théâtre impérial de l'Opéra-Comique na Štědrý večer roku 1860. Barkouf byl obecenstvem přijat vlažně, především však byl podroben zdrcující kritice denního i odborného tisku. Tento neúspěch měl značný vliv na Offenbachovo další tvůrčí směřování, byla to však právě Fortuniova píseň, díky které aféra s Barkoufem nebyla pro jeho kariéru zničující.
Fortuniova píseň totiž u publika triumfovala. Historiograf francouzské operety Florian Bruyas o sto let později psal, že to byl „největší premiérový úspěch, jaký se zapsal do pamětí Bouffes-Parisiens […] U všech čísel bylo nadšeně vyžadováno opakování. A obecenstvo by si bylo vynutilo i druhé opakování, kdyby se mu byla nechala volnost. Po „písni“ samotné vypukl v sále tak bouřlivý potlesk, že herci a orchestr byli nuceni přerušit představení na řadu minut.“ Slavný skladatel Giacomo Meyerbeer, který Offenbachovu tvorbu se zájmem sledoval, údajně prohlásil: „Rád bych byl tuto úchvatnou partituru napsal sám.“ I kritikou byla přijata s nadšením, a to i od některých z těch – jako byl Émile Perrin – kdo Barkoufa nejtvrději odsuzovali. Perrin v Revue européenne se domníval, že zatímco Barkouf nepatřil do Opéra-Comique a hodil by se do Bouffes-Parisiens, Fortuniova píseň by byla bývala v Opéra-Comique přijata s nadšením. Časopis Le Figaro rovnou navrhoval rychle stáhnout Barkoufa a vyměnit ho v Opéra-Comique za Fortuniovu píseň. Jiní Barkoufovi odpůrci, jako kritik Oscar Comettant v časopise L'Art musical, však i kvalitu Fortuniovy písně považovali za potvrzení svého názoru, že Offenbach nepatří mezi seriózní skladatele. „Jsa vrácen na svou pravou půdu, ze které se neměl vzdalovat, září Offenbach v první řadě.“ Fortuniova píseň navíc představovala osobní triumf pro představitelku kalhotkové role písaře Valentina, Julii Zoé Pfotzerovou, která sdílela obdiv kritiky.
Fortuniova píseň zůstala na repertoáru Bouffes-Parisiens po následující desetiletí. Offenbach se podílel i na novém nastudování v roce 1874, kdy hlavní role ztvárnili Daubray (vl. jm. René-Michel Thibault), slečna Fontiová a Marie-Blanche Peschardová. Oproti tomu roku 1873 odmítl nabídku Opéry-Comique o inscenaci tam, protože se domníval, že toto divadlo, byť prestižní, pro ni nemělo vhodné herce a zpěváky.
Zatímco Fortuniova píseň jen odkazuje na de Mussetovu komedii, zhudebnil Offenbach později jiné jeho drama. Podle hry Fantasio Alfreda de Musseta, upravené na libreto spisovatelovým bratrem Paulem de Mussetem, napsal opéru comique Fantasio, která měla premiéru roku 1872.
Postavení samotné Fortuniovy písně v rámci Offenbachova díla dokládá skutečnost, že variacemi na tuto melodii zakončil slavný varhaník Auguste Bazille obřad Offenbachova pohřbu, jenž se konal 7. října 1881 v pařížském kostele sv. Maří Magdaleny.

## Charakteristika

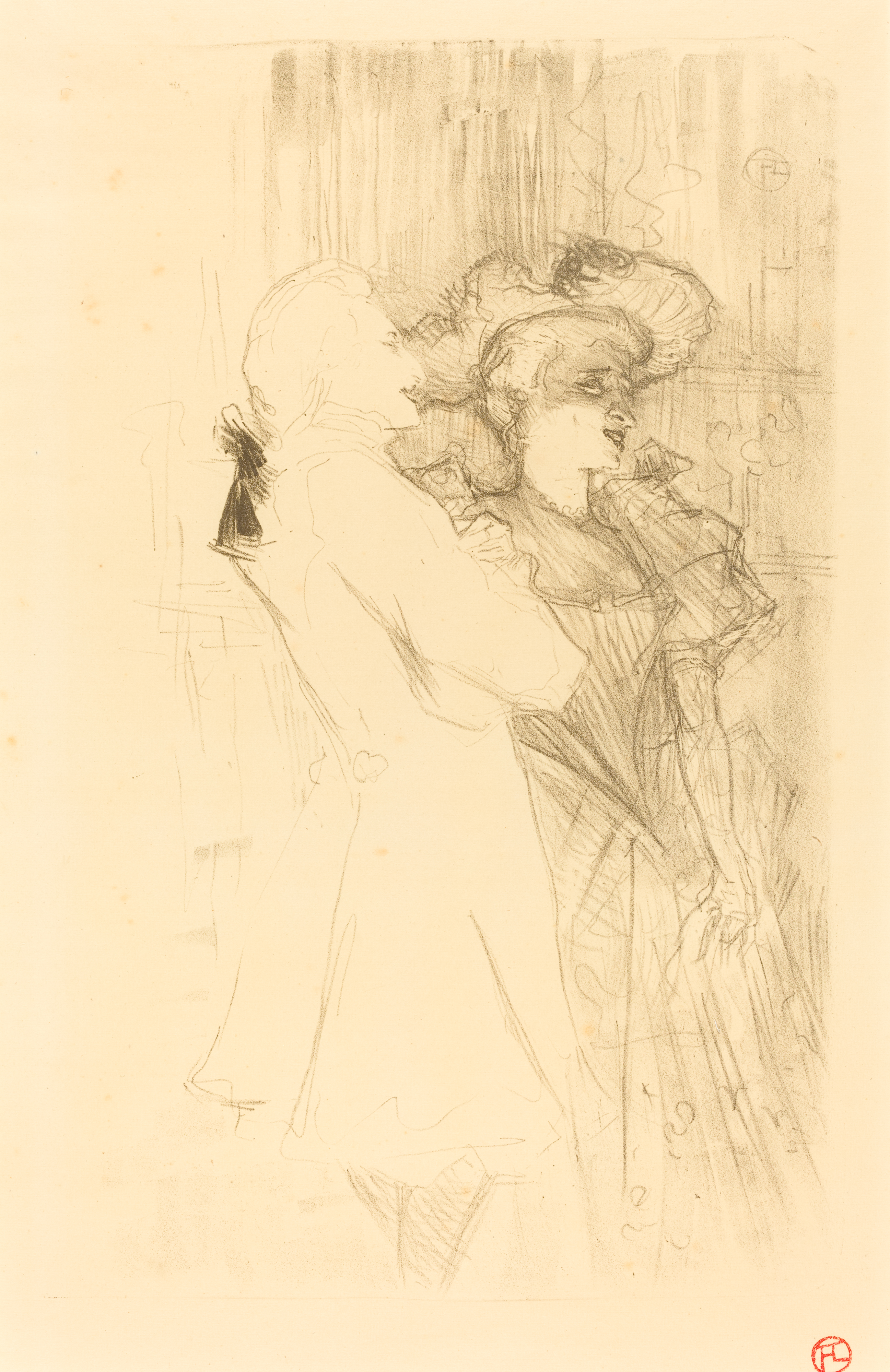
Marcelle Lenderová a Numa Auguez v inscenaci Fortuniovy písně v Théâtre des Variétés roku 1895. Litografie Henriho de Toulouse-Lautreca.

V de Mussetově komedii Fortunio, lokaj starého notáře, získá díky své upřímnosti a vroucnosti lásku pánovy mladé choti Jacqueline, která jej původně chtěla použít jen k tomu, aby odvedl manželovu pozornost od jejího skutečného milence. Crémieuxovo a Halévyho libreto je jakýmsi volným pokračováním. Fortunio je nyní sám zestárlým notářem, který se obává o věrnost své mladé ženy Lauretty. Do té je ale zamilován jeho písař Valentin, který si získá Laurettinu přízeň právě pomocí písně, která kdysi jeho zaměstnavatele činila u dam neodolatelným. Libreto není hluboké, ale dovedně sestavené, ve stylu tradiční opéry comique, tj. s dramatickým spádem, lehkým, nikoli výstředním humorem a mírnou dávkou sentimentality. Přitom poskytuje skladateli příležitost k několika efektním hudebním scénám.
Partitura má předehru a osm zpěvních čísel. Nejznámější a nejvýznamnější z nich je samotná „Fortuniova píseň“; objevuje se již v předehře, pak v názvucích v ansámblu č. 6 a v plné verzi jako druhá část č. 7, s opakováním ve finále č. 8. Již současníci tuto melodii oceňovali jako „diamant zasazený do libreta komické opery“ (recenzent listu Le Figaro). I například podle německého dramaturga a muzikologa zaměřeného na operetu Otto Schneidereita je to „vroucí a srdce dojímající melodie“. Ale i některé další části jsou zvlášť oceňovány, například milostný duet Lauretty a Valentina (první část č. 7), Valentinova parodická „pijácká píseň“ (č. 2), vstupní píseň Friqueta (č. 3) a výsměšné rondo písařů (č. 4). Pro celé dílo platí slova vydavatele Jacquesa-Léopolda Heugela: „Konečně je zde pravý žánr skutečné opéry comique, živá, lehká, elegantní, s příjemnou dávkou sentimentu.“ Když o mnoho let později kritik revue Le Ménéstrel Henri Moreno komentoval Hoffmannovy povídky, obecně uznávané za vrchol Offenbachovy tvorby, přirovnal je právě k Fortuniově písni: „Nikdo neumí tak jako autor Fortuniovy písně jedním máchnutím křídel vzlétnout od operety k opeře.“ Fortuniova píseň patří mezi nejoceňovanější Offenbachova díla (i když její jevištní život tomu zcela neodpovídá). Významný rakouský spisovatel Karl Kraus ji označil za „jedno z nejpůvabnějších a stylisticky nejjednotnějších děl světové hudební literatury“. I český Offenbachův životopisec Miroslav Šulc ji vyzdvihuje pro její „grácii a melodickou nápaditost“.
Offenbachovu Fortuniovu píseň ve svých románech několikrát připomíná Louis-Ferdinand Céline.

## Inscenační historie

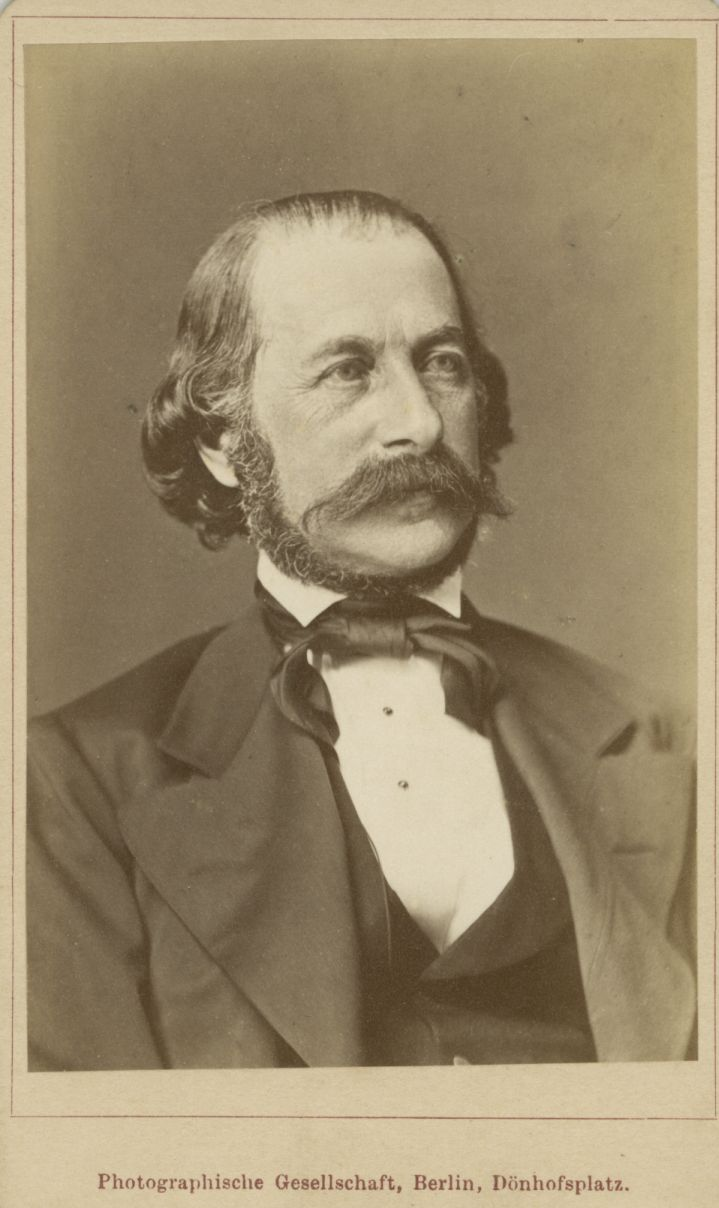
Autor německé verze Fortuniovy písně Ferdinand Gumbert (1818–1896)

Fortuniova píseň se stala brzy standardním prvkem repertoáru francouzskojazyčných divadel. Jejímu rozšíření doma i v zahraničí pomohla turné Bouffes-Parisiens: například v létě 1861 ji soubor představil na zájezdu do Vídně, Pešti, Berlína a Bruselu – právě Fortuniova píseň měla ze všech uváděných her největší ohlas – a vícekrát hostoval rovněž v Bad Ems, kde ji 11. června 1870 hráli v přítomnosti ruského cara a pruského krále.
Z významnějších pozdějších uvedení lze uvést pařížské inscenace v Théâtre des Variétés roku 1895 a v Trianon-Lyrique roku 1919, jakož i inscenaci v Monte Carlu roku 1903.
V Belgii se Fortuniova píseň hrála poprvé 7. března 1861 v Bruselu; roku 1914 ji uvedlo i hlavní operní divadlo země Théâtre royal de la Monnaie v Bruselu.

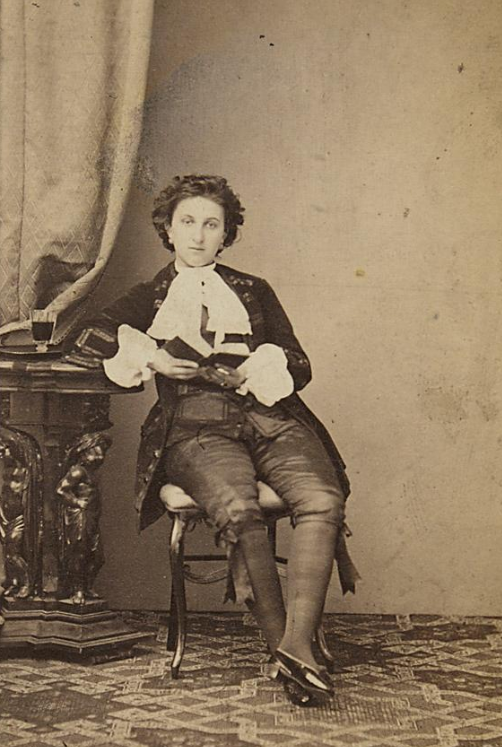
Anna Marková jako písař Valentin v první vídeňské inscenaci Fortuniovy písně

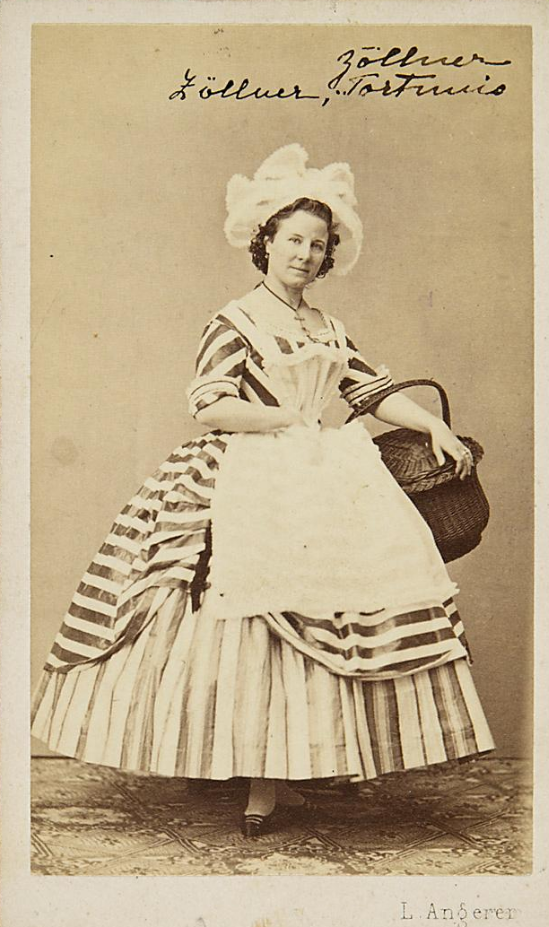
Emma Zöllnerové jako kuchařka Babette v první vídeňské inscenaci Fortuniovy písně

Mimo Francii jako první uvedl Fortuniovu píseň Offenbachův nadšený propagátor, vídeňský divadelník Karl Treumann ve svém Divadle na nábřeží Františka Josefa (Theater am Franz-Josef-Quai, nazývané však často prostě Treumanntheater). Jak psal list Blätter für Musik, Theater und Kunst, „tato scéna si Offenbachův kult vzala za úkol; přináší jeho hudbu na východ.“ Premiéra s novou výpravou a novými kostýmy se konala 25. dubna 1861. V překladu a úpravě Ferdinanda Gumberta (pod pseudonymem G. Ernst) se jmenovala Meister Fortunio und sein Liebeslied (tento neobratný titul byl v tisku kritizován a inscenace v jiných divadlech používaly většinou název Fortunios Lied nebo Fortunios Liebeslied). Oproti originálnímu znění byla vídeňská verze značně upravena; cenzura si vynutila změnu závěru (Laurette zůstává věrna svému postaršímu manželovi, tj. „Fortuniova píseň“ se v rozporu se smyslem díla mine účinkem), postavu písaře Friqueta, kterou v Bouffes-Parisiens ztělesnil tenor Bache, přepsali a textově posílili pro oblíbenou lokální zpěvačku Annu Grobeckerovou – premiéra Fortuniovy písně ostatně byla její beneficí, posílena byla i role Babety, která se z grizety stala kuchařkou aj. Když měl o něco později vídeňský tisk možnost seznámit se s původní verzí při změněném turné Bouffes-Parisiens, zpochybňoval vhodnost Gumbertových zásahů.
Obecenstvo přijalo Fortuniovu píseň s nadšením. Za krátkou dobu existence Treumannova divadla (otevřeno 1860, shořelo 9. června 1863) byla se 75 reprízami jeho nejhranější inscenací a Treumann si ji s sebou i poté, co se navrátil do divadla Carltheater.
Přijetí v tisku bylo rovněž příznivé. Podle recenzenta novin Die Presse stojí Fortuniova píseň „v prvé řadě malých veseloher s hudbou, které Offenbach sype ze svého bohatého rohu hojnosti. Zatímco v jiných kusech září dva tři solitéry, je v této operetě nepřerušená řada brilantních čísel, které všechny mají tu jedinečnou vlastnost Offenbachových hudebních děl: veselost, půvab a srozumitelnost krásné melodie.“ Revue Blätter für Musik, Theater und Kunst komentovala, že s Fortuniem získal Treumann další kus pro Offenbachovo „vítězné tažení“. „Důvtipní tvůrci textu Crémieux a Halévy duchaplně scénicky vyšperkovali malou anekdotu a dali jí takový lehoučký a ladný reliéf, že člověk snadno pomine nedostatek děje. To celé tvoří hodinku krátké chvíle s hudbou.“ Týž list však směroval hudbě Fortuniovy písně vážné výhrady. „Hudba je lehká, svěží, často drasticky vtipná […]. Avšak ušlechtilost a ladnost forem, a ještě více jemnost instrumentace však v této hudbě stojí daleko za jinými Offenbachovými díly, jmenovitě za Genovefou z Brabantu. Tentokrát nepřekračuje meze šablonovitého kupletu a nejjednoduššího doprovodu.“ Ústřední „Fortuniově písni“ vyčítal „matnou sentimentalitu výrazu a monotónní rytmus“, a především skladatele obviňoval z plagiátu duetu ze Spohrovy Jessondy.
Po Vídni následovala německá divadla v dalších městech rakouské monarchie: Bratislava 28. září 1861, Pešť 29. října 1861, Lvov prosinec 1861, Štýrský Hradec 3. září 1862, Klagenfurt 2. října 1862, Salcburk 19. listopadu 1862, Linec podzim 1862, Lublaň 28. února 1863, Innsbruck 8. října 1863, Maribor 26. ledna 1867 aj.
Německá premiéra se konala v berlínském Friedrich-Wilhelmstädtisches Theater 21. července 1861 pod názvem Fortunio's Lied. Roli Valentina hrála Clara Ungarová, Fortunia Romanus Hassel a Marii [=Laurette] slečna Thetzenthalerová. Fortuniova píseň tam „vyvolala furóre a učinila nejpronikavější dojem“ (Neue Berliner Musikzeitung). Týž list ji označuje slovy jako jako „pečlivě vykreslený žánrový obrázek“ a „dramatická idyla“ a vykresluje dělicí čáru mezi burleskními offenbachiádami jako Orfeus v podsvětí, Genovefa z Brabantu, Barkouf a Most vzdechů na jedné straně a líbeznými drobnosti jako Zasnoubení při lucernách, Děvče z Elizonda, Číslo 66 a právě Fortuniova píseň na druhé straně, které se zvláště líbí „v německé vlasti“. Ve Fortuniově písni recenzent právě shledává „ony základní rysy skutečné německé povahy, která se jako svěží a mladistvá životní síla vine více či méně celou Offenbachovou tvorbou“. Tento dojem spočíval především na způsobu, jakým byly Fortuniova píseň a jí podobné operety na německých a středoevropských jevištích hrány. Po konfrontaci s autentickým představením Bouffes-Parisiens na berlínském turné již o necelý měsíc později musel týž časopis konstatovat podstatný rozdíl: kde němečtí představitelé „pojali a představili toto krásné dílo s veskrze německou vroucností“, tam u Bouffes-Parisiens „všechno nabírá zářivé barvy konverzačního stylu; po prostém a přívětivém herectví není ani stopy. Tady vládne živost, humor a radost.“ Postavy Fortunia i Friqueta hráli Francouzi s groteskní komikou namísto německé bodrosti a klíčovou roli Valentina hrála Lise Tautinová „plná dráždivosti a původy, ale zcela bez oné cituplné sentimentality,“ jíž se vyznačovaly její německé kolegyně.
Po Berlíně následovaly v rychlém sledu desítky dalších německých scén. Na konci srpna 1861 to byl Hamburk, 21. září 1861 Vratislav, 16. října 1861 Královec, Gotha, Drážďany, Stuttgart, Frankfurt nad Mohanem, Würzburg, Hannover, Riga, Štětín, Zhořelec, Kiel, Darmstadt, Coburg, Mannheim, Kolín nad Rýnem, Výmar, Rostock, Mohuč, Magdeburg, Brémy, Gdaňsk, Brunšvik, Doberan, Elberfeld…
Švýcarská premiéra se konala v Basileji 11. listopadu 1867 v německé verzi.
Pokud jde o Uhersko, 13. a 17. července 1861 uvedlo divadlo Bouffes-Parisiens Fortuniovu píseň na zájezdu v Národním divadle (Nemzeti Színház) v Pešti. V maďarském jazyce měla tato opereta premiéru v témž divadle 24. ledna 1862, a to v překladu Lájose Csepregiho (Fortunio dála, pozdější překlady užívaly též název Fortunio bájdála) s Kálmánem Szerdahelyim, Vilmou Bognarovou a Ilkou Markovitsovou v hlavních rolích; udržela se na repertoáru dlouhodobě. Brzy následovaly premiéry v Košicích (2. února 1862 v překladu Endreho Latabára), Kluži (1862), Pécsi (1863) a Debrecínu (1864).
Chorvatská premiéra se konala 14. prosince 1865 v překladu S. Udbinského pod názvem Meštar Fortunio i njegova ljuvena pjesma.

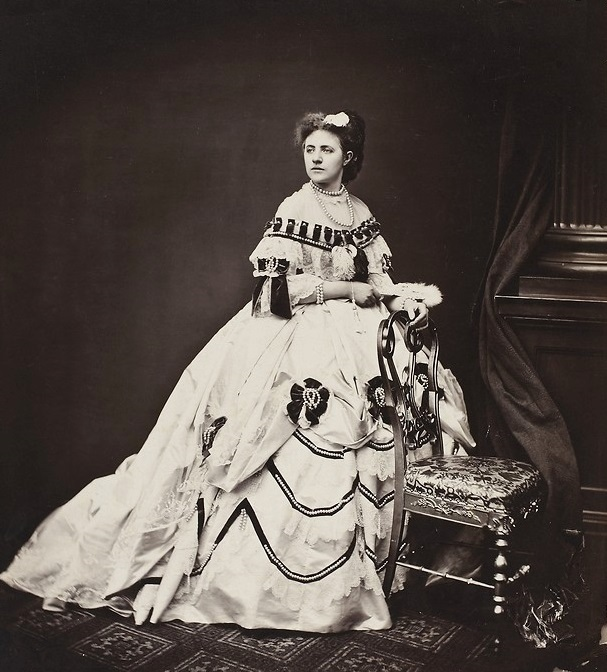
Pěvkyně Maria Kwiecińska, první polský Valentin ve Fortuniově písni roku 1862

Polská premiéra se konala 29. července 1862 ve varšavském Velkém divadle (resp. v jeho letní scéně v oranžérii palácového komplexu Łazienki Królewskie v překladu J. B. Wagnera pod názvem Śpiewka pana Fortunata (později též Piosonka pana Fortunata). Obsazení vévodily Kamila Stankiewicz jako Laurette a Maria Kwiecińska jako Valentin, titulní úlohu hrál Adolf Kozieradzki. Fortuniova píseň měla velký úspěch, v sezóně 1862 byla druhou nejúspěšnější operní novinkou (po Orfeovi v podsvětí, a třetí nejúspěšnější operou celkem po Dobrou noc, pane Pantalone) a v roce 1863 druhou nejhranější operou (opět po Orfeovi v podsvětí). Později (roku 1873) ji hrálo varšavské operetní divadlo Tivoli se slavnou Adolfinou Zimajerovou. Hrály ji i stálé soubory v dalších městech (Lvov 23. listopadu 1868, Krakov 1871) a kočovná divadla (např. společnost Anastazyho Trapsza, mj. v Lublinu 1872 a v Lodži 1873). Naposledy se zde hrála roku 1992 ve Varšavské komorní opeře.

Caroline Östberg jako Valentin ve Fortuniově písni ve stockholmském Nya teatern roku 1884

V Dánsku byla Fortuniova píseň uvedena poprvé 4. září 1861 v kodaňském divadle Casino pod názvem Fortunios Elskovssang; dosáhlo zde jen 6 repríz. 1. října 1891 byla v překladu Johannese Marera pod názvem Fortunios Sang uvedena v koncertním sále v Tivoli a v divadelním sále v téže lokalitě se hrála i v roce 1908. Švédská verze Fortunios visa v překladu Ernsta Wallmarka měla premiéru v Královském divadle ve Stockholmu 17. října 1862 (13 představení); poté v roce 1884 v Nya Teatern (8 představení), od 16. května 1896 v Södra Teatern a znovu od 29. dubna 1922 v Královském divadle, tentokrát v novém překladu Svena Nybloma (2 představení). 15. února 1870 měla premiéru v Nya Teatern v Helsinkách.
V Rusku – nepočítáme-li inscenaci německého městského divadla v Rize v dubnu 1862 – uvedlo Fortuniovu píseň poprvé petrohradské Alexandrinské divadlo, a to 19. ledna 1872 pod názvem Волшебная песенка (později též hráno jako Песенка Фортунио, v překladu a zásadní moralizující úpravě herce Sergeje Cenina). Následovalo Malé divadlo v Moskvě dne 10. ledna 1874.

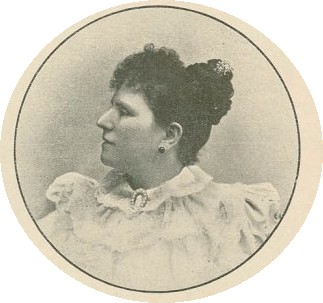
Portugalská zpěvačka Rosa Damasceno slavila úspěchy ve Fortuniově písni v Lisabonu roku 1869

Do Španělska přivezla Fortuniovu píseň nejprve francouzská Prioleauova divadelní společnost a hrála ji v lednu 1868; kritika si stěžovala na nízkou úroveň provedení. Ve španělském jazyce měla premiéru 23. dubna 1869 pod názvem La Canción de Fortunio (později též La Canción de Feliciano – Mussetovo drama a jeho hrdina byli ve Španělsku prakticky neznámí) v překladu Salvadora Maríi Granése a Ángela Povedana v madridském divadle Teatro de la Zarzuela. Portugalská premiéra se konala v lisabonském divadle Teatro da Trinidade 13. března 1869 pod názvem La Canção de Fortunio; roli Valentina hrála místní hvězda Rosa Damasceno (1845–1904).
I v Itálii hrály Fortuniovu píseň nejprve v originálním znění francouzské divadelní společnosti, především společnost Eugèna Meynadiera. 16. září 1868 měla takto premiéru v Miláně a 6. prosince 1870 ji Meynadier uvedl v Turíně (Teatro Scribe). V roce 1874 koupilo nakladatelství Sonzogno od Heugelova nakladatelství právo k této operetě pro Itálii a již roku 1875 byla Fortuniova píseň také vydána v italském znění jako La Canzone di Fortunio (společně se Zasnoubením při lucernách). To umožnilo inscenace v italštině, kde průkopníkem v oblasti francouzské operety byla společnost Antonia Scalviniho, která již roku 1874 uvedla La Canzone di Fortunio v Janově (Politeama Genovese) a v Benátkách (Teatro Malibran). 24. února 1875 následovala premiéra v Neapoli. Roku 1888 ji v parmském Teatro Reinach uvedla společnost Gateana Taniho (někdejšího zpěváka u Scalviniho). Jedno z řídkých moderních italských provedení Fortuniovy písně uspořádal dirigent Peter Maag 12. května 1981 v turínském Auditorio della RAI.

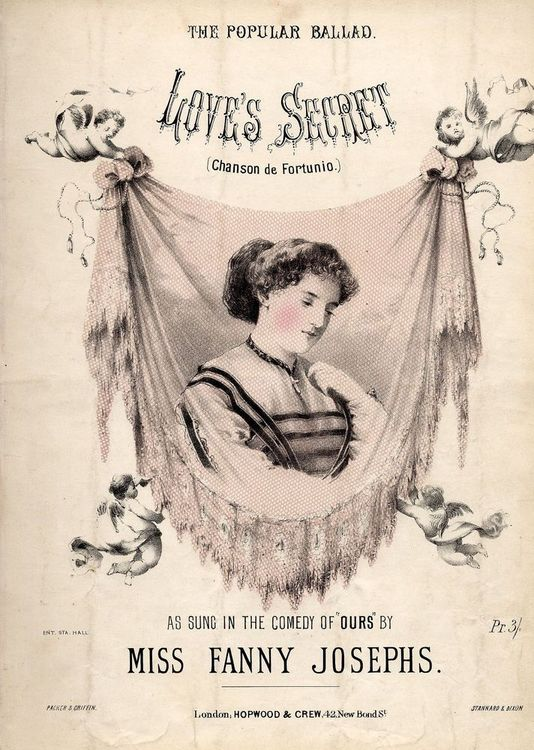
Fortuniova píseň v anglické úpravě jako Love's Secret

Ve Velké Británii se Fortuniova píseň hrála poprvé 1. července 1871 v londýnském Gaiety Theatre při hostování bruselského divadla Fantaisies-Parisiennes. V anglickém znění jako The Song of Fortunio ji uvedlo totéž divadlo v podání společnosti Johnnieho Toola, poprvé 3. ledna 1876; Fortunia hrál W. H. Leigh, Laurettu Alice Burvilleová a Valentina slečna Stembridgeová. Royal Academy of Music ji uvedla v anglické úpravě L. H. F. du Terreauxe 11. prosince 1907. Samotná píseň zpopulárněla pod názvem „Love's Secret“.
Ve Spojených státech amerických se hrála Fortuniova píseň především v němčině (Stadttheater New York, 14. září 1867), případně též ve francouzštině (Batemanova společnost v Pike's Opera House, New York, 21. prosince 1868). Loewenbergovy Annals of Opera datují newyorskou premiéru anglickojazyčné verze 23. dubnem 1883, zatímco Kurt Gänzl identifikuje až inscenaci v American Theater 22. ledna 1900 pod názvem The Magic Melody.
V anglicky mluvícím světě však nenašla Fortuniova píseň nikdy takový ohlas jako na evropském kontinentě. Jednou z výjimek byla inscenace Welsh National Opera roku 1979 v kombinaci s Offenbachovou aktovkou Pan Karfiol si dovoluje pozvat….
V současnosti je Fortuniova píseň hrána zřídka – je poměrně náročná pro amatérské či poloamatérské soubory, které jsou jinak hlavními propagátory Offenbachových jednoaktovek. Lze zmínit scénické uvedení v letech 1980 a 2013 scénicky na Festivalu Jacquese Offenbacha v Bad Ems, koncertní nastudování v Théâtre national de l'Opéra-Comique roku 2009, v Opéra de Lyon (sál Bourse du Travail) roku 2012 nebo v podání souboru Sinfonietta Bel Canto v Immanuel Lutheran Church v Downer's Grove, Illinois, roku 2014, jakož i inscenaci State Opera of South Australia (Adelaide, Opera Studio) roku 2015 v kombinaci s Mozartovými Bastienem a Bastienkou. Četnější jsou rovněž školní nastudování, například roku 2016 jako absolventské představení divadelní školy při Severořeckém divadle v Soluni a téhož roku v podání studentů na Miami Music Festival.

### České země

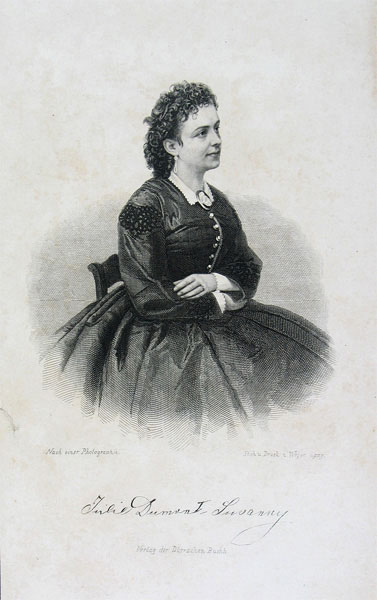
Pěvkyně Julie Suvanny (vl. jm. Swiecená, později provdaná Dumontová), která zpívala Valentina v první inscenaci Fortuniovy písně v českých zemích

V českých zemích uvedlo Fortuniovu píseň – pod názvem Meister Fortunio und sein Liebeslied ve vídeňské Treumannově a Gumbertově verzi – poprvé Královské městské divadlo v Brně dne 21. září 1861. Deník Brünner Zeitung se o ní domníval, že je to „letmý, ale humorný výtvor oblíbeného skladatele,“ a vyzdvihl zejména ansámbl písařů, který se musel opakovat. I deník Tagesbote tuto operu přivítal, neboť „má všechny přednosti lepších Offenbachových oper: zábavný námět, i když si nečiní nároky na původnost ani pravděpodobnost, a hudbu plnou půvabu, rytmu a melodického bohatství“. Dosti však zkritizoval pěvecký výkon většiny představitelů a dirigentovo hudební nastudování. Příznivějšího přijetí u brněnského publika se Fortuniova píseň dočkala až následujícího roku, když klíčovou roli převzala mladá Margarethe Zirndorferová.
V Královském zemském divadle v Praze byla Fortuniova píseň (Fortunio's Lied) provedena s poměrným zpožděním, a to poprvé až 9. listopadu 1861. Fortunia hrál Friedrich B. Hassel, Marii (=Laurettu) Eleonora Ehrenbergová, Valentina slečna Sternauová. Recenzent deníku Bohemia se stavěl k tomuto dílu s určitou rezervou: „Tato opereta sice po hudební stránce zřejmě stojí za jinými dřívějšími téhož skladatele, neboť obsahuje málo nového, ale použitý melodický materiál je vyšperkován s oním rytmickým, harmonickým a instrumentačním umem, který je pánu Bouffes-Parisiens vlastní, a i to nejbezvýznamnější, nejvšednější dokáže pikantně ztvárnit.“ 24. března 1862 byla poprvé uvedena v Olomouci, 26. února 1863 v Opavě, 11. února 1865 v Plzni, 28. října 1865 ve Znojmě, roku 1865 v Českých Budějovicích. Avšak nastudovali ji i amatéři, například již v červnu 1862 ochotníci u vojenské posádky v Terezíně.

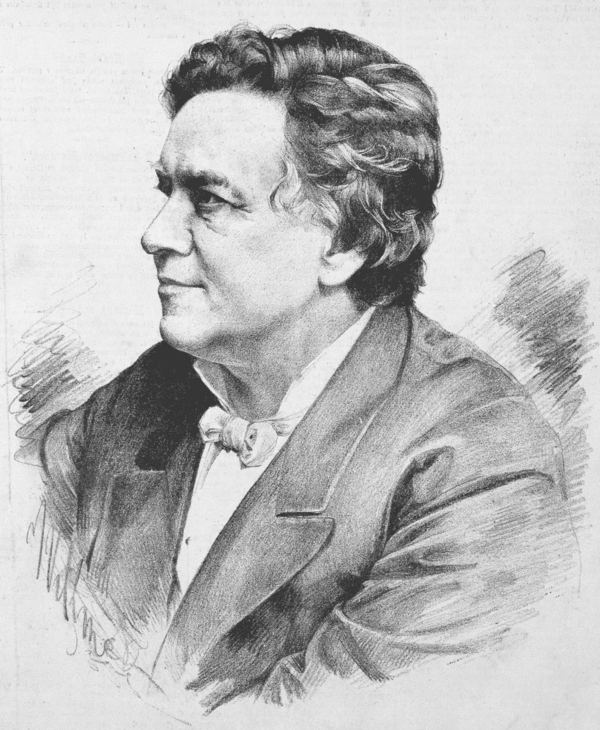
František Karel Kolár, první český notář Fortunio

Premiéru v češtině nastudovalo Prozatímní divadlo a uvedlo 6. října 1865 v překladu Jindřicha Hanuše Böhma jako Píseň pana Fortunia; byla to po Orfeovi v podsvětí a Zasnoubení při lucernách třetí Offenbachova práce, která zazněla v češtině, a současně třetí opereta vůbec. Titulní roli hrál František Karel Kolár, zbývající vesměs ženské role obsadily dámy z tehdejšího souboru, aniž by se některé z nich vyznamenala. Po třech představeních v měsíci říjnu následovala další tři ve značných odstupech, tím se Fortuniova píseň v Prozatímním divadle vyčerpala. Jan Neruda v kritice v Národních listech především vyčítal Prozatímnímu divadlu uvedení operety známé již z pražského německého divadla a nikoli skutečné novinky; o samotné Fortuniově písni soudil, že se „nehonosí […] žádnými zvláštními krásami. Lehká, plynná je sice jako všechny skladby Offenbachovy, melodie její nevynikají ale původností. Hlavní přednost spočívá zde opět v pěkné instrumentaci.“ Časopis Lumír se o „Offenbachově operetce“ Píseň pana Fortunia domníval: „Ač nemá tato těch předností, jako Orfeus v podsvětí a j., předc zajímá, i udrží se déle na našem repertoiru.“
Jakožto reprezentantka „ušlechtilé“ větve Offenbachovy tvorby se Fortuniova píseň dostala i na repertoár Národního divadla, a to i v prvním desetiletí 20. století. Tehdy byla pod vlivem Karla Kovařovice opereta z Národního divadla vytlačena, avšak Píseň Fortuniova neboli Fortuniova píseň byla inscenována 18. prosince 1901 v novém překladu Václava Judy Novotného a tato inscenace byla obnovena 8. června 1910. Titulní roli zestárlého Fortunia ztělesnil nestor pěvců opery Národního divadla Adolf Krössing, v úloze Friqueta uplatnila své komické nadání začínající hvězda české operety Marie Zieglerová. Derniéra Fortuniovy písně se konala 8. ledna 1915. S výjimkou Hoffmannových povídek pak Národní divadle uvedlo některé Offenbachovo dílo znovu až po více než století, v karlínské inscenaci Orfea v podsvětí roku 2017. Ve stejné době uváděla tuto operu Švandova aréna na Smíchově (premiéra 3. října 1913, v kombinaci s Čarovnými houslemi a Dafnisem a Chloé). Soukromá a mimopražská česká divadla však po tomto díle nesáhla.
Hrála ji však amatérská divadla, například roku 1874 v Pardubicích (jako Fortuniova líbezná píseň), roku 1907 v Čáslavi, roku 1924 v Nové Pace. V první třetině 20. století, zejména pod vlivem Loutkového divadla mnichovských umělců (Marionettentheater Münchner Künstler) Paula Branna, se ukázala příhodnost drobných hudebně-dramatických děl, včetně Offenbachových, pro loutkové divadlo; osobitou inscenaci Fortuniovy písně nastudovalo vinohradské Loutkové divadlo Umělecké výchovy (premiéra 20. prosince 1930 v Plzni), jakož i Loutkové divadlo Sokola v Liberci.
Dosud poslední profesionální inscenaci nastudovala zpěvohra Státního divadla v Brně roku 1965 (spolu s Manželem za dveřmi a Zasnoubením při lucernách). V roce 1973 pak hrálo Fortuniovu píseň divadlo Disk Hudební fakulty AMU v Praze (spolu se Zasnoubením při lucernách); roli Fortunia tehdy hrál mladý Ivan Kusnjer.

## Osoby a první obsazení
| osoba                                                          | hlasový obor                | světová premiéra (5.1.1861)                        | vídeňská premiéra (25.4.1861) | česká premiéra (21.9.1861)                       | premiéra v češtině (6.10.1865)  |
| -------------------------------------------------------------- | --------------------------- | -------------------------------------------------- | ----------------------------- | ------------------------------------------------ | ------------------------------- |
| (Maître) Fortunio, advokát a notář u nejvyššího soudu v Paříži | mluvená role                | Désiré (vl. jm. Amable Courtecuisse)               | Karl Treumann                 | Julius Gutenthal                                 | František Karel Kolár           |
| Laurette, jeho žena [Marie]                                    | vyšší mezzosoprán (dugazon) | (Marie-)Pierrette(-Amélie) Chabert                 | Therese Braunecker-Schäfer    | Karolina Morska                                  | Marie Pisařovicová              |
| Valentin [Valenta], 2. písař                                   | soprán                      | Julia Zoé Pfotzer                                  | Anna Marek                    | Julie Suvanny (vl. jm. Swieceny, provd. Dalmont) | Marie Jandová                   |
| Friquet [Pavel]                                                | tenor buffo                 | Bache (Debruille, vl. jm. André markýz de Bruille) | Anna Grobecker                | Leopoldine Benisch                               | Terezie Ledererová(-Seifertová) |
| Babet [Barča, Babetka], kuchařka                               | nižší mezzosoprán (dugazon) | Baudoin                                            | Emma Zöllner                  | Ludmilla Dietz                                   | Marie Štolcová                  |
| Guillaume [Edvard, Beneš], písař                               | soprán                      | Rose Deschamps                                     | Kaler                         | Caroline Arthur                                  | Anna Hegratová(-Čapková)        |
| Landry [Max, Otomar], písař                                    | soprán                      | Marie-Camille Taffanel                             | Moser                         | Mathilde Perechon                                | Karolina Rennerová              |
| Saturnin [Ludvík, Luděk], písař                                | soprán                      | Nordi                                              | Walter                        | Schwöder                                         | Koláříková                      |
| Sylvain [Karel, Diviš], písař                                  | soprán                      | Lécuyer                                            | Remay                         | Sohm                                             | Mathilda Buřínská               |
| [Charlot, písař]                                               | soprán                      | –                                                  | Kittner                       | Anna Lehmann                                     | –                               |
| [Antoin, písař]                                                | soprán                      | –                                                  | Dobera                        | ...                                              | –                               |
| Čtyři grizety                                                  |                             |                                                    |                               |                                                  |                                 |

## Děj opery

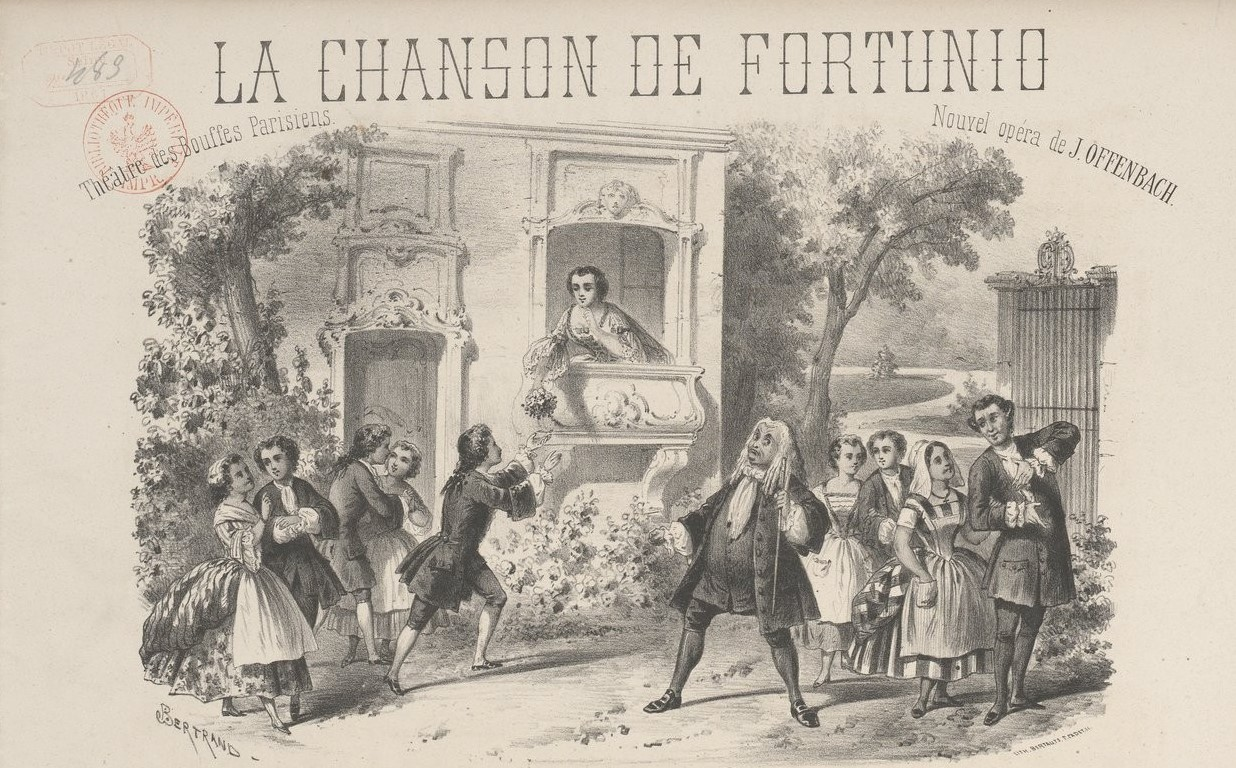
Kolektivní scéna z Fortuniovy písně, litografie z roku 1861

(Zahrada u domu notáře Fortunia, za vlády Ludvíka XV.) Pan Fortunio si podrobně prohlíží záhony pod okny své ženy. Je jasné, že opět několik růží chybí, a v prsti jsou čerstvé stopy – neklamné známky milence. Fortunio podezírá některého ze svých písařů, možná druhého nejstaršího Valentina, který je poslední dobou roztržitý. To ve Fortuniovi vzbuzuje vzpomínky – on sám byl před pětatřiceti lety mladým písařem a díky své písni, jíž žádná žena neodolala, dobyl Jacqueline, manželku svého zaměstnavatele notáře Andrého. Ale na jeho píseň se už zapomnělo a on ji určitě nehodlá vynést na světlo, aby sloužila jiným svůdníkům – zvláště když má nyní krásnou a o mnoho mladší ženu.

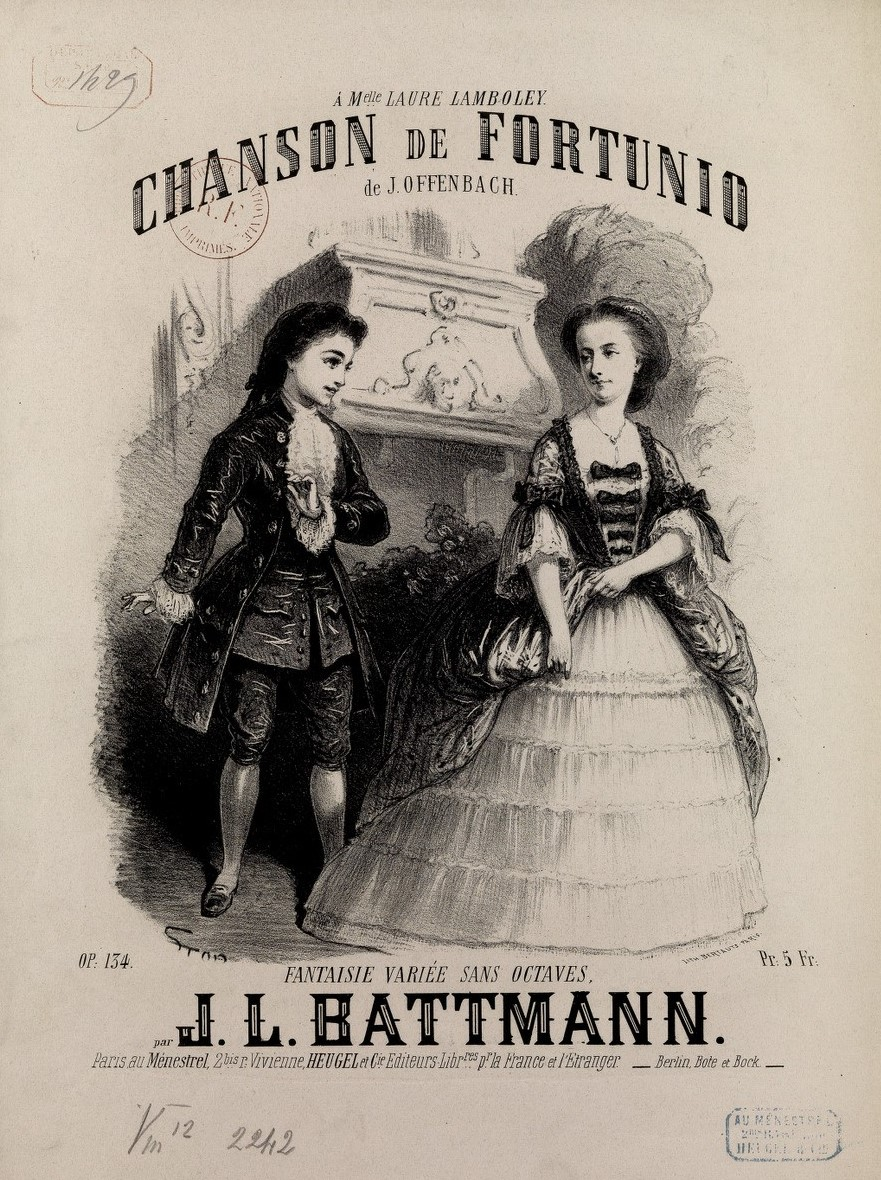
Scéna z Fortuniovy písně s postavami Valentina (Julia Zoé Pfotzerová) a Lauretty (Marguerite Chabertová), litografie z roku 1861

Jeho manželka Laurette se chystá na návštěvu své sestřenice a její žárlivý manžel ji nabízí doprovod. Jejich rozhovor se brzy zvrtne v hádku. Fortunio vypráví, že jí před oknem nechá jako ochranu před větrem a jako ozdobu postavit vysokou zeď zdobenou bodci a střepy. Rozzlobená manželka ho varuje: dosud ji zdobí věrnost i ostatní ctnosti, ale v takových hádkách mohou brzy vzít za své (č. 1 Laurettin kuplet Prenez garde à vous). Jen naoko udobření manželé odcházejí.
Nepřítomnost zaměstnavatele ihned využije pět Fortuniových písařů – Guillaume, Landry, Valentin, Saturnin a Sylvain – k oddechu a k občerstvení, které právě přináší kuchařka Babet. Jídlo sestává jen z chleba a jablek a k pití je jen voda, ale písaři jsou stejně potěšeni a Valentin zpívá „pijáckou píseň“ opěvující čistou vodu (č. 2 ansámbl o chlebu a jablkách Il est parti! Il est parti! a Valentinova pijácká píseň Ma chère eau pure, on la méprise… La belle eau claire). Všichni tuší, že je Valentin zamilován, ale nevědí, do koho. Zato je jasné, že babet má slabost pro mladičkého poslíčka Friqueta, která se právě vrací z ranní pochůzky (č. 3 kuplet malého Friqueta C'est moi qui suis le petit clerc!). Ostatním písařů přináší Friquet psaníčka či vzkazy od jejich děvčat a kromě toho velký objev pro všechny. Dozvěděl se o barvité minulosti pana notáře a o jeho magické písni, kterou nezná nikdo jiný než Fortunio sám. Všichni si vesele představují, jak Fortuniovi přednesou historku z jeho minulosti, až je zase bude kárat pro mladickou nevázanost (č. 4 rondo písařů Notre patron possédait de la voix (Autrefois, aujourd'hui)).
Všichni se vracejí k práci, až na Valentina a Friqueta, který uhodl Valentinovo tajemství a totožnost jeho milované – je to paní Laurette. Ta se právě vrací od sestřenice, dosud rozdurděná na manžela. Valentinovy rozpaky při krátkém setkání s ní Friquetovo podezření potvrdí a Valentin se přiznává (č. 5 Valentinův kuplet Je l'aime! Oui, tu lisais bien dans mon cœur). Jenže vyznat paní Fortuniové lásku se neodvažuje. To Friquet vypráví, že už vyznal lásku leckteré, jen dosud bez výsledku.
Společně se dávají do nepříjemného úkolu – probírat spisy po zemřelém notáři Andréovi. Ale na rubu jedné listiny naleznou rukopis, který nemůže být nic jiného, než náčrtek písně pana Fortunia. Friquet svolává všechny písaře a Valentin jim ukazuje cenný nález: píseň, která jako talisman dobude srdce každé ženy. Nadšení písaři rychle pořizují opisy a rozbíhají se účinek písně vyzkoušet (č. 6 duet Par-devant maître André, notaire…, ansámbl, Valentinův kuplet Salut! chanson magique a valčík písařů Toutes les femmes sont à nous).
Valentin ovšem zůstává na místě a vracející se pan Fortunio, který na něj dávno podezření, s ním vede přísný rozhovor. I když k přímé konfrontaci nedojde a notář se spokojí s náznaky, Valentin nepochybuje, že jeho zaměstnavatel ví vše. Friquet se vrací od Babet s nepořízenou – za šestinásobné zapění Fortuniovy písně dostal jen krajáčem po hlavě. Valentin sbírá odvahu a rozhoduje se vyzkoušet „talisman“ sám. Friquet mu pomůže odlákat Fortunia tím, že křičí a předstírá, že Châtelet je v plamenech a všichni tam pana notáře potřebují.
Laurette a Valentin zůstanou sami. Písař se jen s největším zdráháním svěřuje, že je zamilován do jisté dámy, její jméno však odmítá vyslovit; raději Laurettě zazpívá Fortuniovu píseň (č. 7 duet a Ah, venez là près de moi a Fortuniova píseň Si vous croyez que je vais dire). Laurette jej vyslechne jen se soucitem a Valentin je přesvědčen, že jej nepochopila a že talisman ztratil moc.
Fortunio se vrací – žádný požár se nekonal – a učiní to, co se Valentin neodhodlal. Rozhořčen tím, že nachází manželku a písaře spolu, vyčítá své ženě, že se jej chtěla falešnou zprávou zbavit, aby mohla zůstat s Valentinem, který je do ní zamilován. Tak se Laurette dozvídá, že to ona je Valentinovou tajnou láskou, a z rozhořčení svého muže si nic nedělá; i Valentin je notáři vlastně vděčen.
Mezitím se všichni písaři vracejí se svými milenkami, ba dokonce i Friquet s Babet: účinek písně se dostavil. Všichni si ji, k Fortuniovu zoufalství, volně prozpěvují. Zatímco je Fortunio honí, hodí Laurette Valentinovi z balkonu růži – jejich románek může začít… A Valentin zanotuje znovu posměšnou píseň o panu notáři a všichni se přidávají (č. 8 finále Si vouz croyez que je vais dire… Notre patron possédait de la voix).

## Instrumentace
Dvě flétny, hoboj, dva klarinety, fagot; dva lesní rohy, dvě trubky, pozoun; tympány, bicí souprava; smyčcové nástroje (housle, violy, violoncella, kontrabasy).

## Nahrávky
- 1959 (rozhlasová nahrávka, CD 2011 Cantus Classics CACD 5.01375 F (+Lieschen und Fritzchen)) Zpívají: (Fortunio) Joseph Offenbach, (Marie=Laurette) Sonja Schöner, (Valentin) Erna Maria Duske, (Paul=Friquet) Ferry Gruber, (Babette=Babet) Ilse Hübner, (Eduard=Guillaume) Jürgen Förster, (Max=Landry) Willy Hofmann, (Louis=Saturnin) Fritz Göllnitz, (Karl=Sylvain) Carl Bay. Orchester des Hamburger Rundfunks řídí Paul Burkhard (v němčině).
- 1963 (rozhlasová nahrávka, CD 1991 Musidisc «Gaieté Lyrique» 20138-2 (+Madame l'Archiduc), 2018 Malibran MR 817 (+la Fille du tambour-major)) Zpívají: (Fortunio) Lucien Lovano, (Laurette) Lina Dachary, (Valentin) Michel Hamel, (Friquet) Raymond Amade, (Babet) Fréda Betti, (Guillaume) Aimé Doniat, (Landry) Robert Destain, (Saturnin) Pierre Saugey, (Sylvain) Jacques Pruvost. Orchestre Lyrique de l'O.R.T.F. řídí Jean-Claude Hartemann.[104]
- 1973 (rozhlasová nahrávka, LP 1982 Bourg BG 2007, CD 2011 Bourg BGC 14 (+Lischen et Fritzchen)) Zpívají: (Fortunio) Christian Portanier, (Laurette) Lina Dachary, (Valentin) André Mallabrera, (Friquet) Joseph Peyron, (Babet) Janine Capdérou, (Guillaume) Gérard Friedman, (Landry) Henri Gui, (Saturnin) Pierre Saugey, (Sylvain) Jean-Paul Vauquelin. Orchestre Lyrique de l'O.R.T.F. řídí Alain Pâris.[104]
- 1981 (televizní inscenace STV) Zpívají: Gunnar Björnstrand, Eva Serning, Olof Thunberg, Bert-Åke Varg, Peter Harryson, Stefan Dahlberg, Tommy Juth a Iwa Sörenson. Režie: Bernt Callenbo (ve švédštině).[105][106]
- 1987 (rozhlasová nahrávka, oficiálně nevydaná) Zpívají: Anette Stridh, Enzo Florimo, Rolf Knapper, Sören Renulf, Pia Svorono, Lisa Engholm, Margaretha Dalhamn. Záznam inscenace Södra teatern ve Stockholmu 20. května 1987 (ve švédštině).[107]

## Jiná hudební díla na stejný námět

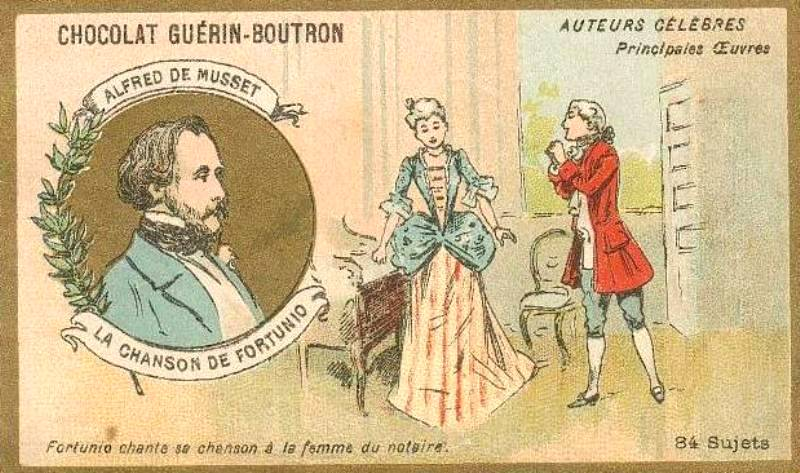
Foprtuniova píseň, scéna z de Mussetova dramatu na balíčku čokolády firmy Guérin-Boutron

Offenbachova Fortuniova píseň nezpracovává přímo původní komedii Le Chandelier Alfreda de Musseta. Tu však zhudebnil francouzský skladatel André Messager, jehož opéra comique Fortunio měla premiéru 5. června 1907 v pařížské Opéra-Comique.
Samotnou Fortuniovu píseň z Mussetovy činohry zhudebnili například Just Géraldy (1851), Paul Destribaud (1853), Amédée de Carayon la Tour (1854), Jules Boucher (1857), Antoine Barbizet (1858), Lucien Dautresme (1859), Henri Reber (1861), Henri de Meretz (1861), Auguste Gougelet (1862), Louise Leimann (1867), Adolphe Dietrich (1872), Édouard Pascal (1874), Petr Iljič Čajkovskij (1875, jako první ze Šesti romancí Op. 28), Francis Chassaigne (1876), Francesco Paolo Tosti (1881), G. Thamyris (1884), Jean Nicole (1885), Henri Dupont (1889), Frederick Delius (1889/90), Georges Regnard (1893), Paul Fournier (1898), Yvon Mÿl (1899), Gaston Choisnel (1904), Albert Glandaz (1908), Edmond Hippeau (1908), Étienne Micard (1912), Roger Jalowicz (1920), Léon Frings (1934), Jacques Ibert (1936), Ivan Devriès (1948) a Ennemond Trillat (1963). Původní hudbu k této písni pro inscenaci Le Chandelier v Théâtre-Historique roku 1848 napsal skladatel a dirigent Alphonse Varney, který byl také kapelníkem Bouffes-Parisiens v době premiéry Offenbachovy Fortuniovy písně.
Z četných úprav pro taneční a salonní použití lze zmínit Fortunio-Magellone-Daphnis Quadrille, Op. 103, Josefa Strausse, která kombinuje melodie ze tří Offenbachových děl: Fortuniova píseň, Genovefa z Brabantu a Dafnis a Chloé.